# Jugoslawische Eishockeyliga 1975/76
Die Saison 1975/76 war die 34. Spielzeit der jugoslawischen Eishockeyliga, der höchsten jugoslawischen Eishockeyspielklasse. Meister wurde zum insgesamt neunten Mal in der Vereinsgeschichte der HK Olimpija Ljubljana.

## Endplatzierungen
1. HK Olimpija Ljubljana
2. HK Jesenice
3. KHL Medveščak Zagreb
4. HK Kranjska Gora
5. HK Partizan Belgrad
6. HK Celje
7. HK Spartak Subotica
8. HK Roter Stern Belgrad
9. HK Triglav Kranj
10. HK Tivoli
11. HK Vardar Skopje
12. HK Vojvodina Novi Sad
13. HK IINA Sisak